# Đại học Manchester
Đại học Manchester là một trường đại học nghiên cứu công lập tại Manchester, Anh. Cơ sở chính nằm ở phía nam Trung tâm Thành phố Manchester trên Đường Oxford. Trường đại học sở hữu và vận hành các tài sản văn hóa lớn như Bảo tàng Manchester, phòng trưng bày nghệ thuật The Whitworth, Thư viện John Rylands, Bộ sưu tập Tabley House và Đài thiên văn Jodrell Bank - Di sản Thế giới được UNESCO công nhận.
Đại học Manchester được coi là trường đại học gạch đỏ (tiếng Anh: red brick university), là sản phẩm của phong trào đại học dân sự cuối thế kỷ 19. Đại học Manchester hiện tại được thành lập vào năm 2004 sau khi sáp nhập Viện Khoa học và Công nghệ Đại học Manchester (UMIST) và Đại học Victoria của Manchester. Sự kiện này diễn ra sau một thế kỷ hai tổ chức này hợp tác chặt chẽ với nhau.
Viện Khoa học và Công nghệ của Đại học Manchester có nguồn gốc từ Viện Cơ khí, được thành lập vào năm 1824. Trường Đại học Manchester hiện tại coi ngày này, cũng là ngày thành lập Trường Y và Phẫu thuật Hoàng gia, một trong những cơ sở tiền thân của Đại học Victoria tại Manchester, là năm thành lập chính thức của trường, như được thể hiện trên huy hiệu và logo của trường. Những người sáng lập viện tin rằng tất cả các ngành nghề đều phần nào dựa vào các nguyên tắc khoa học. Do đó, viện nghiên cứu giảng dạy cho các cá nhân đang làm việc các ngành khoa học có thể áp dụng vào nghề nghiệp hiện tại của họ. Họ tin rằng việc áp dụng khoa học vào thực tiễn sẽ khuyến khích sự đổi mới và tiến bộ trong các ngành nghề đó.
Đại học Victoria của Manchester được thành lập vào năm 1851, với tên gọi là Cao đẳng Owens. Nghiên cứu học thuật do trường đại học thực hiện đã được xuất bản thông qua Nhà xuất bản Đại học Manchester từ năm 1904.

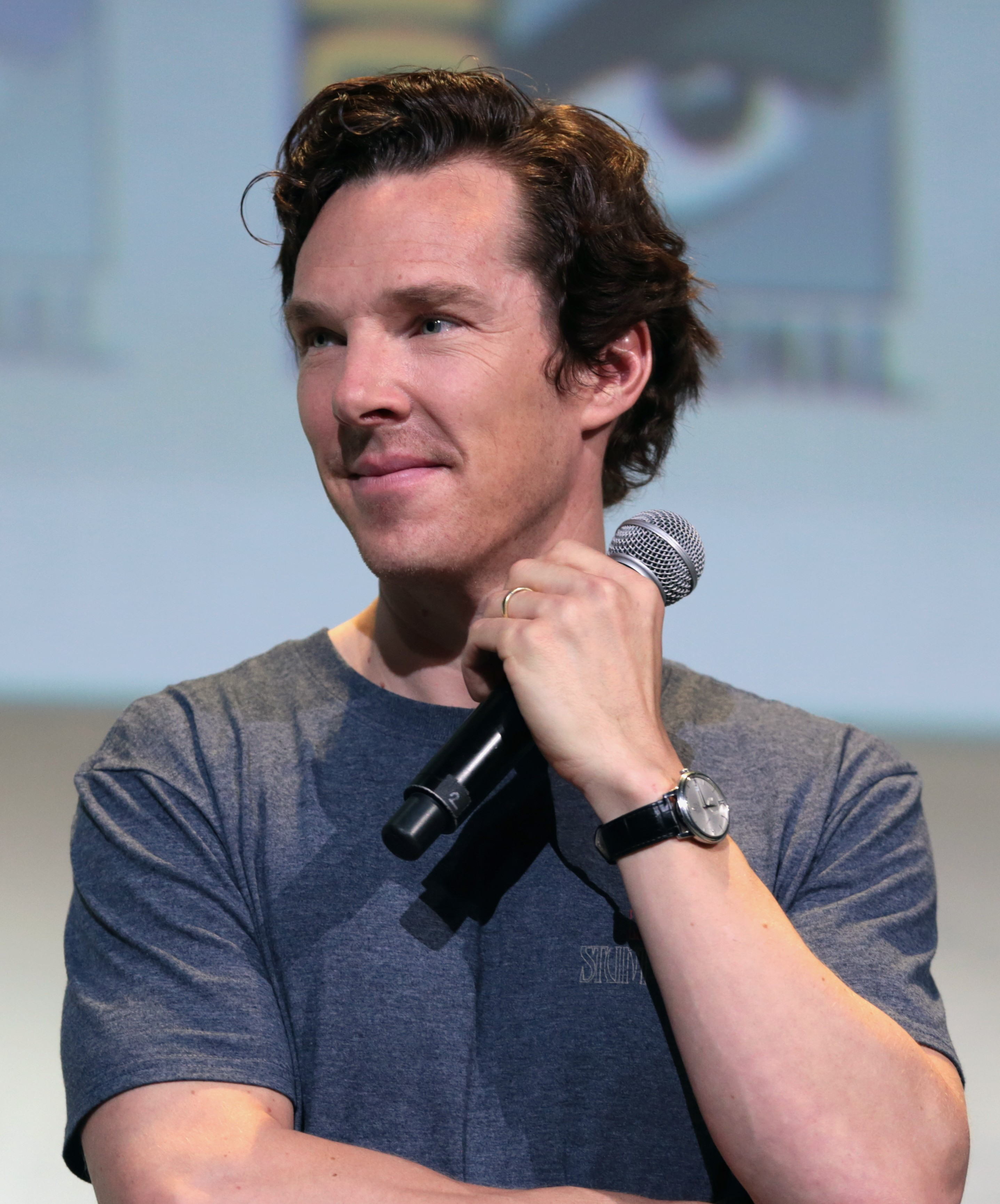
Benedict Cumberbatch, diễn viên và nhà sản xuất phim người Anh là một cựu sinh viên ngành kịch tại Đại học Manchester Victoria.

Manchester là trường đại học lớn thứ ba tại Vương quốc Anh xét về tổng số sinh viên và nhận được hơn 92.000 đơn đăng ký bậc đại học mỗi năm, khiến đây trở thành trường đại học được biết đến nhiều nhất tại Vương quốc Anh xét về số lượng đơn đăng ký.
Đại học Manchester là thành viên của Tập đoàn Russell, Tập đoàn N8 và Hiệp hội nghiên cứu các trường đại học có trụ sở tại Hoa Kỳ. Đại học Manchester, bao gồm các trường tiền nhiệm, đã có 25 sinh viên và nhân viên (giảng viên) nhận được giải Nobel trong quá khứ và hiện tại, con số cao thứ tư so với bất kỳ trường đại học nào ở Vương quốc Anh.

### Nguồn gốc

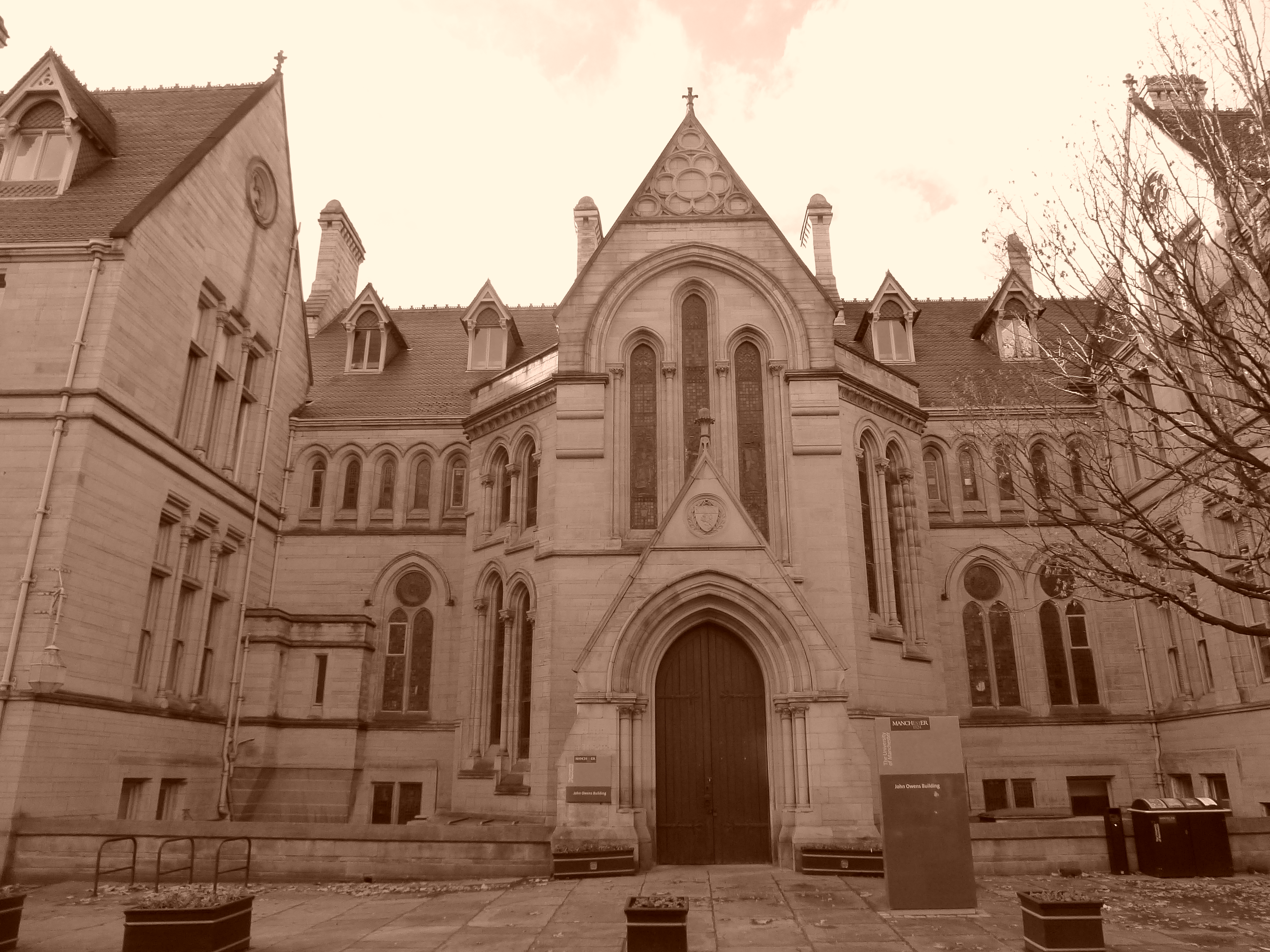
Tòa nhà mang tên John Owens, người sáng lập ra Owens College, tiền thân của Đại học Manchester ngày nay.

## Khuôn viên

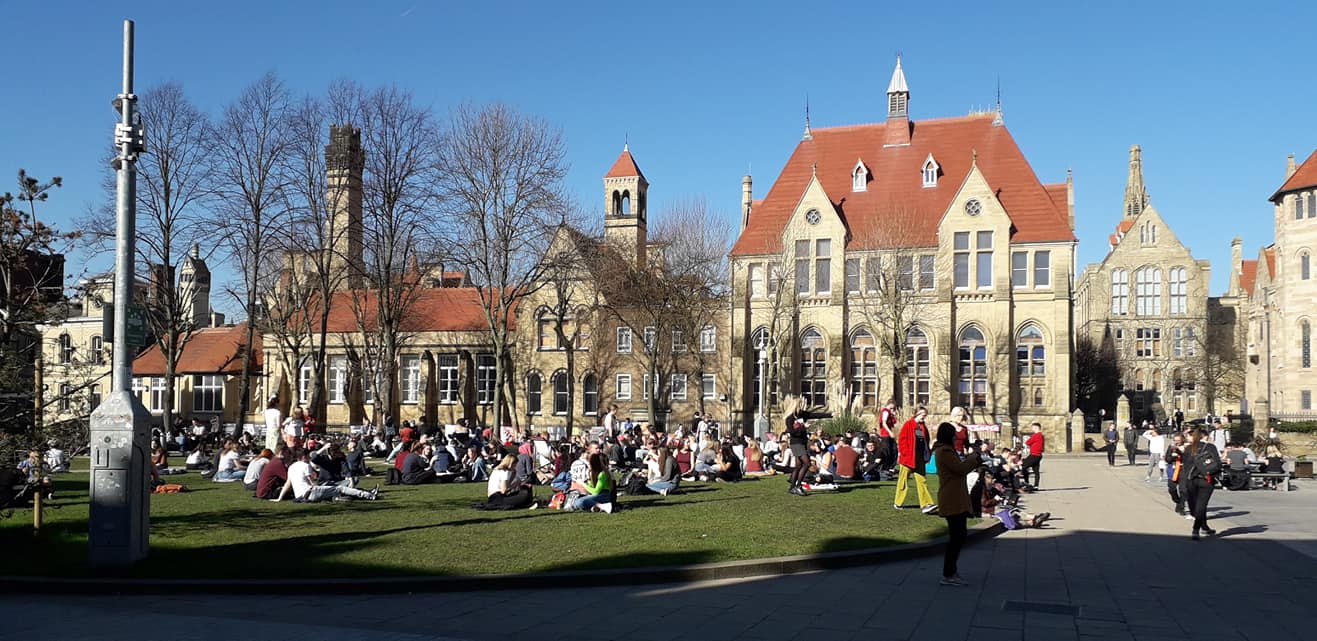
Khuôn viên chính Đại học Manchester tại Oxford Road.

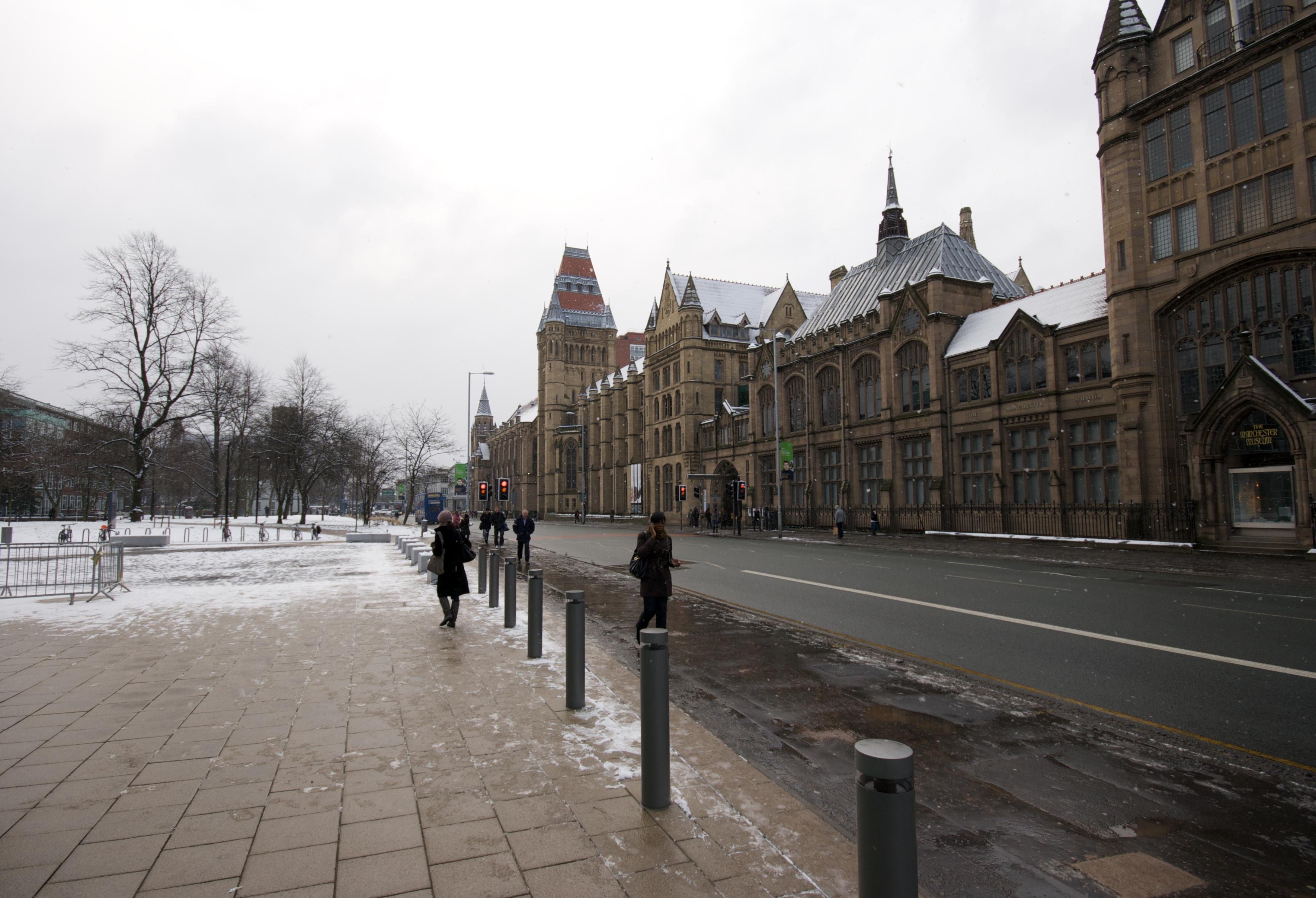
Tòa nhà chính, kiến trúc cổ còn lưu giữ của Owens College.

### Khách sạn Chancellors và trung tâm hội nghị

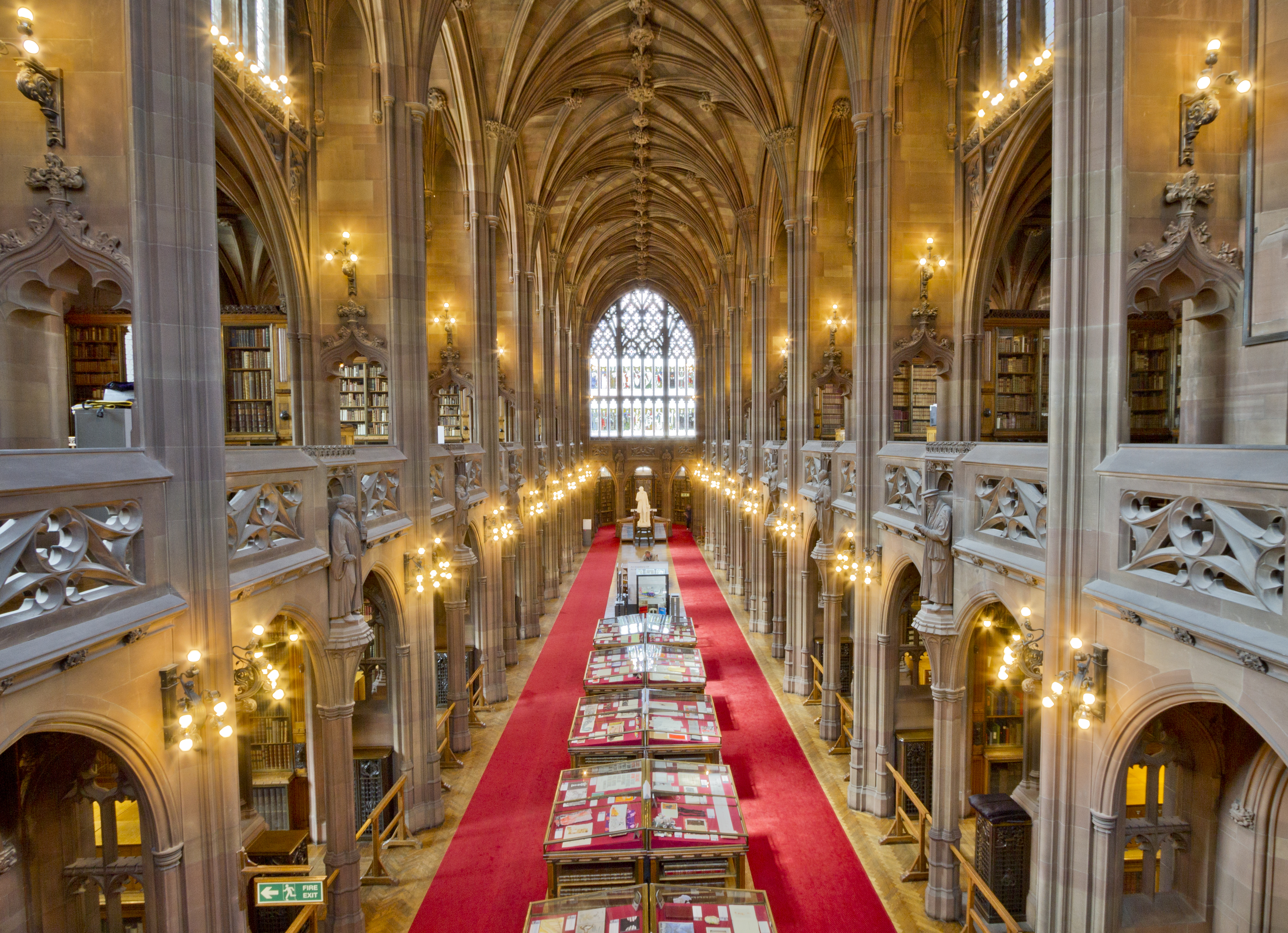
Phòng đọc Thư viện John Rylands

### Thư viện John Rylands

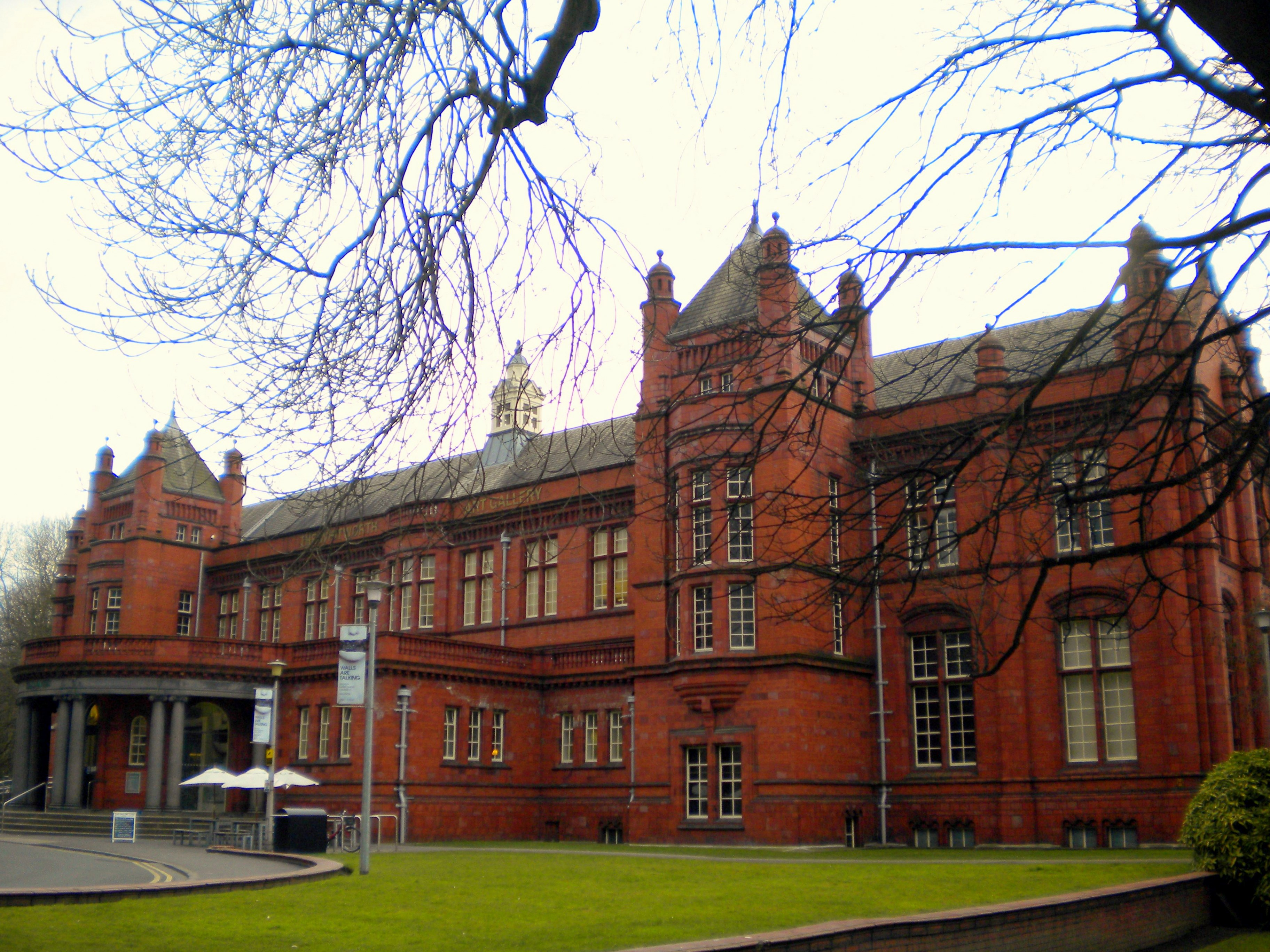
Bảo tàng Nghệ thuật Witworth ở Đại học Manchester.

### Phân khoa Sinh, Y học và Khoa học Sức khỏe (Faculty of Biology Medicine and Health)

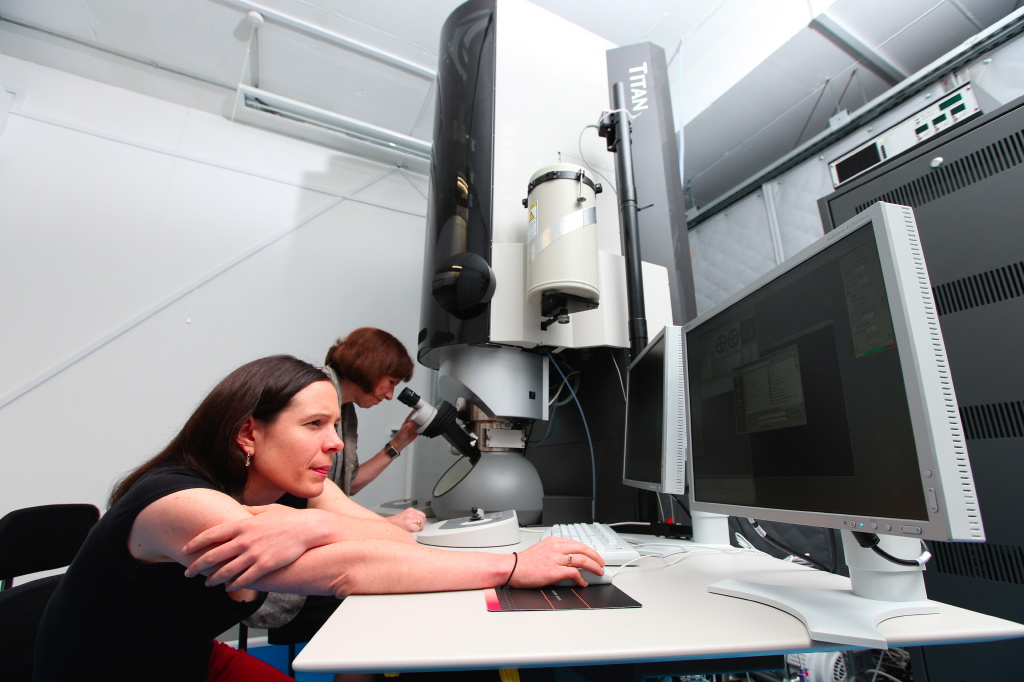
Phòng thí nghiệm hiển vi điện tử trong Khoa Vật liệu tại Manchester.

### Phân Khoa Khoa học và Kỹ thuật (Faculty of Science and Engineering - FSE)

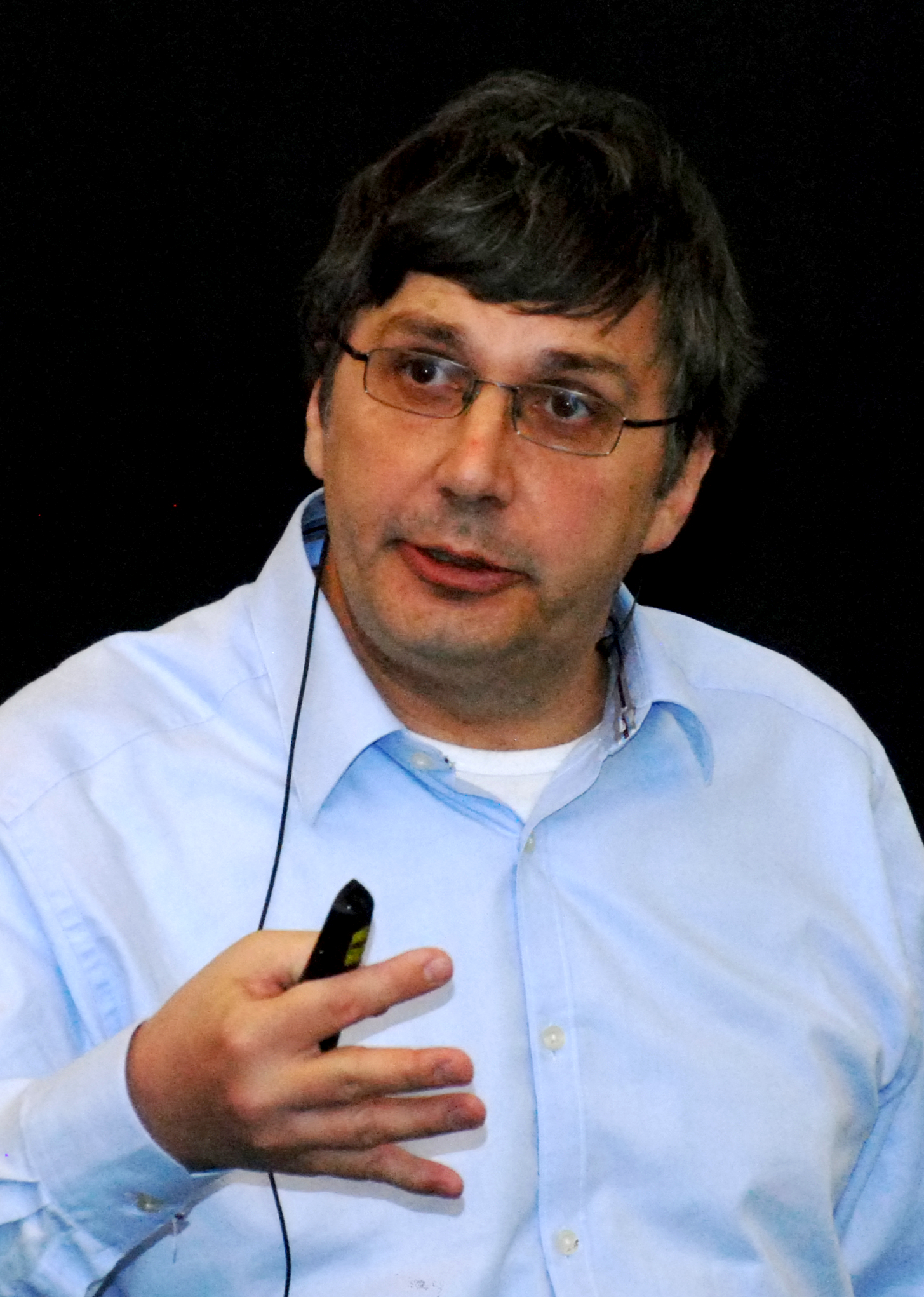
Andrei Konstantinovich Geim (Giáo sư Vật lý ở Manchester), cha đẻ của vật liệu graphene (Nobel Vật lý 2010).

### Phân Khoa Nhân văn (Faculty of Humanities)

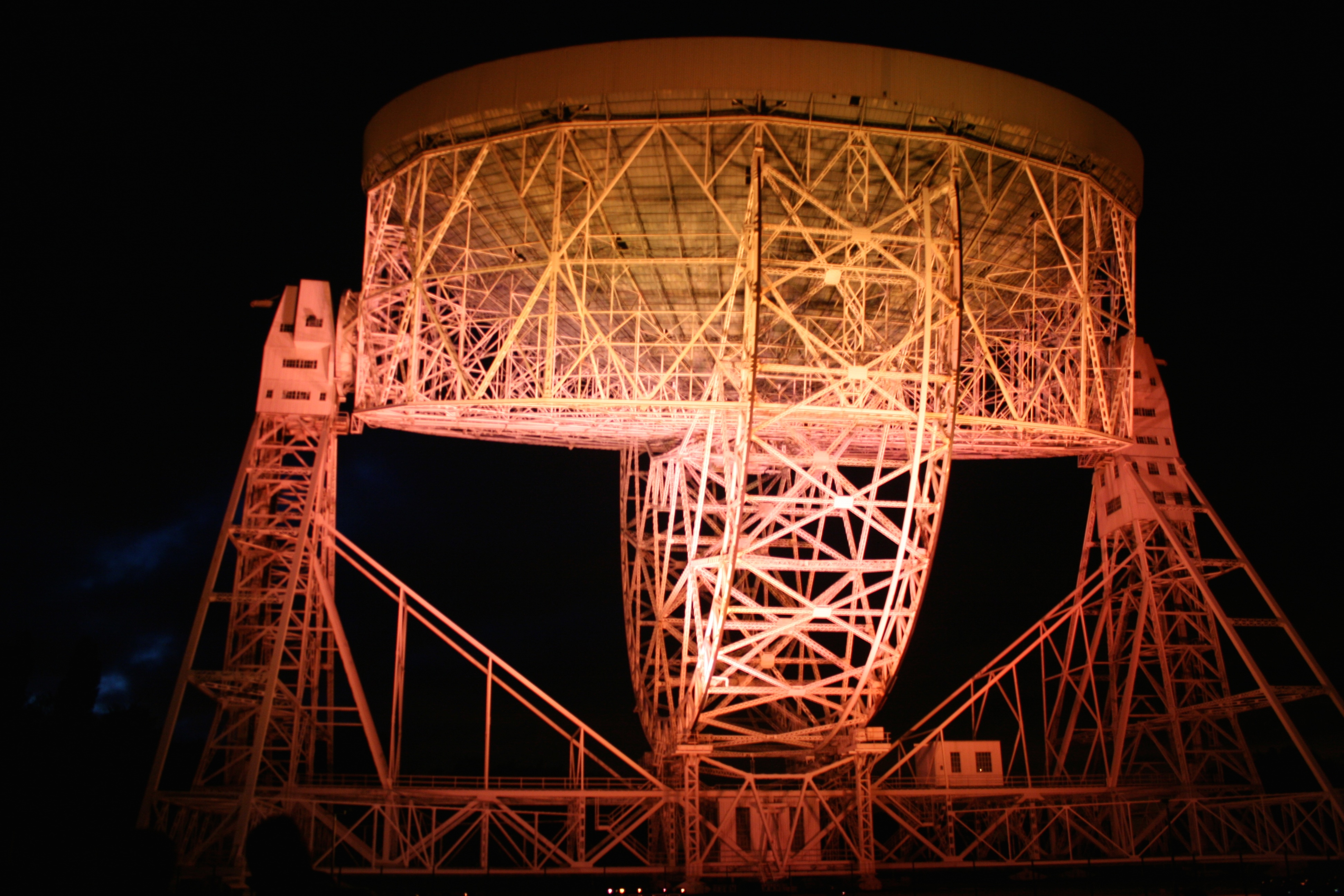
Kính thiên văn vô tuyến Lovell tại Đài Thiên văn Jodrell Bank Observatory.

## Danh tiếng học thuật

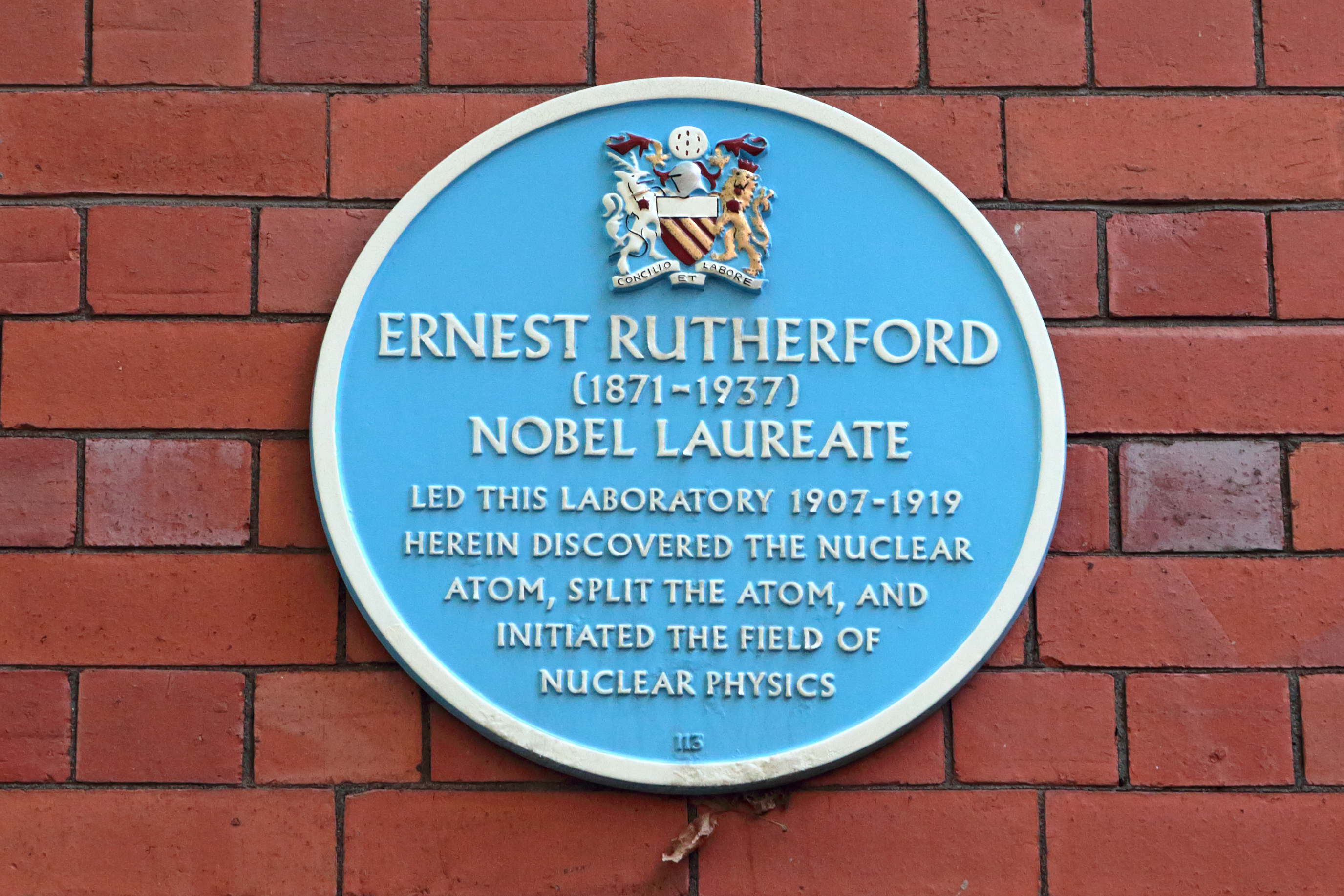
Tòa nhà nơi Ernest Rutherford đã tiến hành thí nghiệm bắn phá hạt nhân ở Manchester

### Nghiên cứu

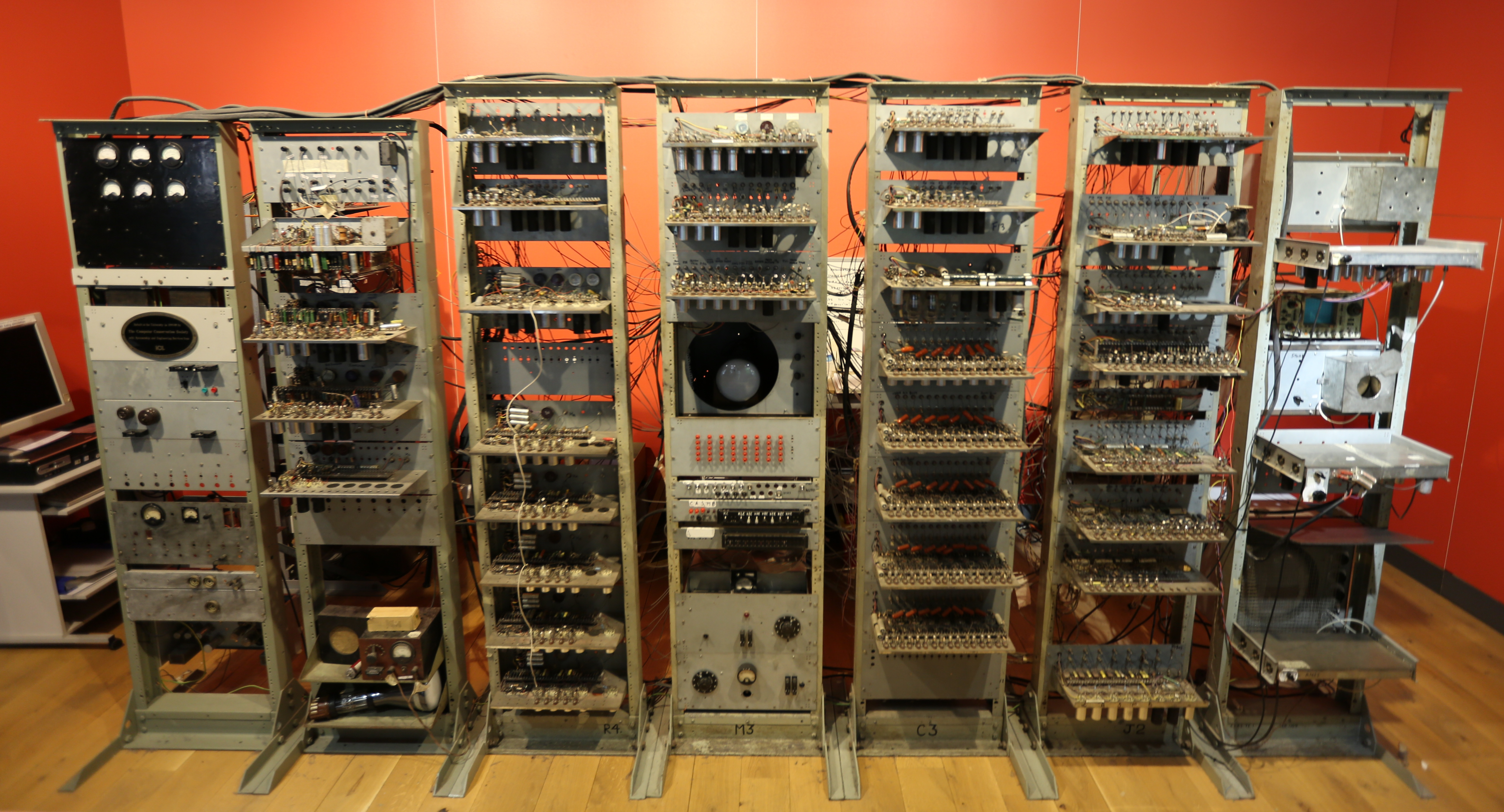
Máy tính điện tử đầu tiên trên thế giới được xây dựng tại Manchester.

## Những cá nhân danh tiếng

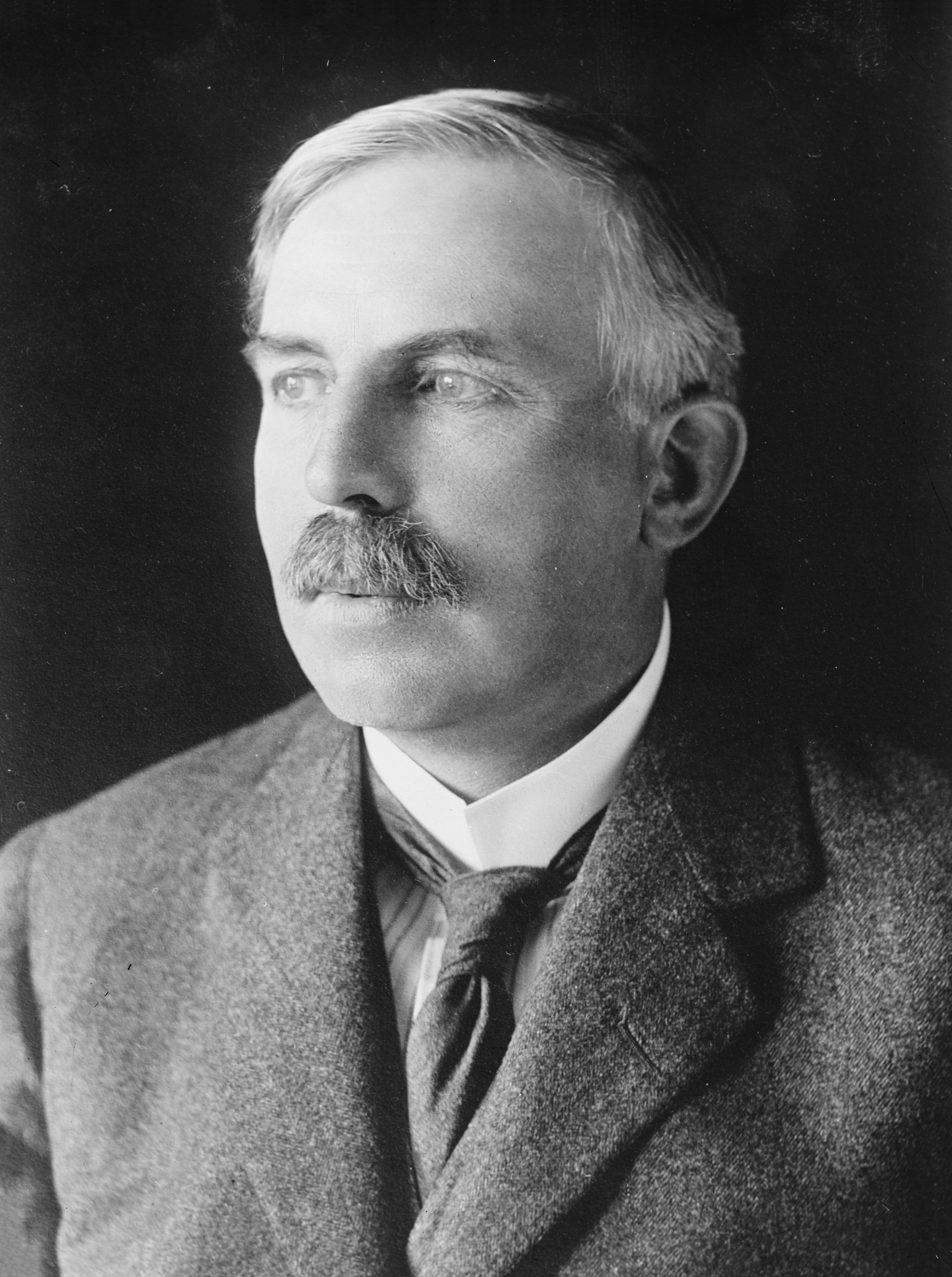
Ernest Rutherford (1925–1930), là giáo sư vật lý Langworthy tại Đại học Manchester Victoria (1907 - 1919), nhà vật lý lỗi lạc được coi là cha đẻ của vật lý nguyên tử.

#### Lĩnh vực Hóa học

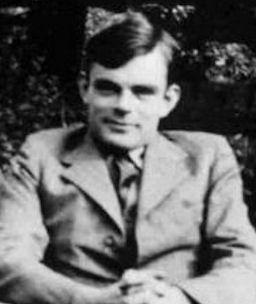
Alan Turing (1912 - 1954), nhà khoa học được coi là cha đẻ của máy tính điện tử và trí tuệ nhân tạo, từng là giáo sư tại Đại học Victoria Manchester (1948 - 1954), là một trong những người lãnh đạo dự án xây dựng máy tính điện tử đầu tiên tại Manchester.

## Lịch sử

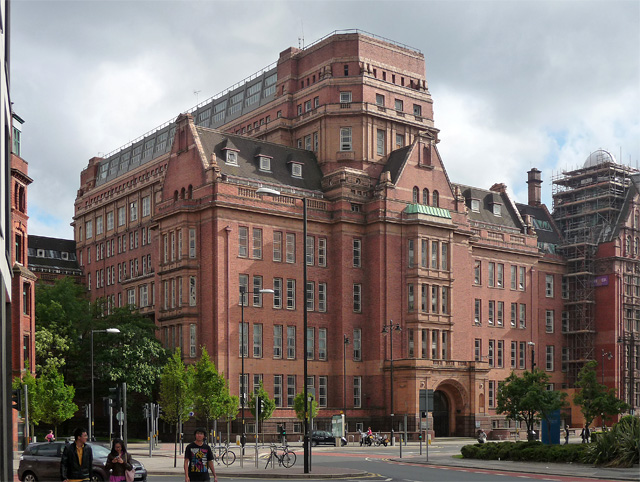
Tòa nhà Sacville Street, tòa nhà chính trong lịch sử của UMIST.